# Saurauia scabrida
Saurauia scabrida là một loài thực vật thuộc họ Actinidiaceae. Nó là loài đặc hữu của México.